# Idaea inornaria
Idaea inornaria là một loài bướm đêm trong họ Geometridae.